# Emanuele Padoa
Emanuele Padoa (Livorno, 1905 – 1980) è stato un biologo italiano.
Dal 1948 fu docente all'Università di Siena e dal 1954 all'Università di Firenze. Nel 1976 vinse il premio Feltrinelli per la biologia, conferito dall'Accademia dei Lincei.
A lui si deve la scoperta dell' "effetto paradossale", derivato dell'assunzione di elevate dosi di ormone estrogeno che causa la mascolinizzazione.